# Robert Hughes-Penney
Robert Charles Hughes-Penney (nascido Rio de Janeiro, 3 de Março de 1968), financista britânico, é Vereador da Cidade de Londres desde 2018.

## Vida
Hughes-Penney foi educado na Haberdashers' Aske's School Elstree e na Manchester Polytechnic (BSc), antes de ser comissionado no Exército Britânico. Ele ingressou na Royal Military Academy Sandhurst em 1989 e depois tendo servido com a 13/18 Royal Hussars antes de se aposentar como Capitão em 1993.
Vice-presidente do grupo financeiro «Rathbones», Hughes-Penney atua como Vereador da Cidade desde 2018, e Xerife eleito da Cidade de Londres (2025/26).
«Liveryman» da «Haberdashers' Company», se casou com Elspeth Hoare.